# Olaf Leu
Olaf Leu (* 28. Juli 1936 in Chemnitz) ist ein deutscher Grafik-Designer und Gestalter.

## Biografie
Olaf Leu absolvierte eine Ausbildung als Schriftsetzer. Er war als Typografischer Gestalter im künstlerischen Atelier der Bauerschen Gießerei tätig, außerdem als Assistent des Creative Directors in der Hanns W. Brose Werbeagentur in Frankfurt am Main. 1959 machte er sich als Grafik-Designer und Art Director selbstständig. Von 1971 bis 1991 war er Generalsekretär der Deutschen Sektion des International Center for the Typographic Arts (ICTA). 1971 gründete er das Studio Olaf Leu Design in Frankfurt am Main, das bis 1991 existierte. Während dieser Zeit lag einer seiner Schwerpunkte auf der typografischen Gestaltung von Kalendern, unter anderem für die Auftraggeber Porsche, Farbenfabrik Gebr. Schmidt, Zanders Papier und Gebr. Klingspor. 
Von 1975 bis 1976 lehrte er an der chilenischen Universität Valparaiso visuelle Kommunikation und entwickelte das neue Corporate Design für die chilenische Fluggesellschaft LanChile.
Von 1982 bis 1984 lehrte Leu am Central Saint Martins College of Art and Design Typografie.
Von 1986 bis 2003 war er Dozent an der Fachhochschule Mainz für Corporate Identity und Corporate Design.
Seit 1991 ist er vorwiegend international tätig, z. B. Referent des Goethe-Instituts sowie als gefragtes Jurymitglied. Er hält Vorträge und Seminare in Europa, Süd- und Nordamerika, Indien, Australien und Neuseeland.
Für sein Lebenswerk wurde er im Jahr 2000 mit der Ehrenmitgliedschaft des Deutschen Designer Clubs ausgezeichnet, dessen Gründungsmitglied er 1989 war.

## Funktionen/Tätigkeit
- 1965 Mitbegründer und Consultant von Grafischen Galerien in Deutschland.
- 1965 Organisation der ersten Type Directors Show und Art Directors Club Show in Deutschland
- 1965 bis 1990 Chairman des German Liaison Committee‹ des Type Directors Club of New York
- 1989 Mitbegründer des DDC – Deutscher Designer Club
- 1996 bis 2003 Leiter des Prüfsegments Optik im Jahreswettbewerb »Die besten Geschäftsberichte« manager magazin.
- 1992 bis 2003 Jurymitglied des Jahreswettbewerbs »Die beste Bilanz« des Schweizer Wirtschaftsmagazins »Bilanz«

## Ausstellungen
- 1968: Graphic design, Werkkunstschule der Freien und Hansestadt Hamburg
- 1971: Typografie, Fotografie, Illustration, Städtische Sammlungen (Braith-Mali-Museum) in Biberach an der Riss
- 1985: Olaf Leu und seine Kalender, Württembergische Landesbibliothek, Stuttgart
- 1991: Kollektion Olaf Leu, Deutsches Plakat-Museum, Essen
- 1992: "Frankfurter Designer: Olaf Leu im Karmeliterkloster - Design macht reich", Karmeliterkloster Frankfurt